# François-Xavier Pagès de Vixouze
François-Xavier Pagès de Vixouze, né le 16 janvier 1745 à Aurillac, mort le 21 décembre 1802 à Paris, est un mémorialiste et un journaliste français.  Membre du parti jacobin, il est le fondateur, en 1791, du journal Le Cantaliste. Il tient des chroniques détaillées sur la vie à Paris et dans le Cantal pendant la Révolution, publiées sous le Consulat. 

## Biographie
Originaire de la branche de la famille Pagès des Huttes qui n'a pas été anoblie, il est le second fils d'Antoine Pagès de Vixouze (1696-1782), seigneur de Vixouze, et de Madeleine Boudet. Son père est lieutenant particulier au présidial d'Aurillac, et premier consul de la ville, puis pendant longtemps subdélégué de l'intendant d'Auvergne. Opposé au mouvement de partage des terrains communaux qui prive les habitants pauvres de leur unique ressources, il est aussi homme de lettres, membre de l'Académie de Clermont et de celle des Arcades à Rome. Il publie plusieurs poèmes en vers: Louis XIV, ou la guerre de 170, poème en douze chants1, 1776, La Haye ou Paris; 
Comme son père, François-Xavier Pagès de Vixouze commence par publier des poèmes sur des sujets politiques, comme Les Soupirs d'Eurydice dans les Champs-Élysées, en 1782, et La Philippide, ou l'avènement de Philippe de France à la couronne d'Espagne, 1784. Au commencement de la Révolution  il s'installe à Paris où il publie La Révolution, ou les Ordres réunis, 1789, in-4°.
Dès le commencement de la Révolution, deux cellules de la Société des amis de la constitution sont fondées à Aurillac et Saint Flour. Le journal qu'il fonde, Le Cantaliste, devient l'organe local où il publie des articles véhéments. En 1791, il appelle les paysans à s'armer et à s'enrôler dans la Garde nationale, qui peut rassembler environ 2000 paysans venant de vingt communes rurales.
Au début de la Révolution, il quitte Aurillac et se rend à Paris où il obtient un petit emploi et se fait le propagandiste des nouvelles idées.

## Publications
- La Philippide, ou l'avénement de Philippe de France à la couronne d'Espagne, 1784, à Aurillac chez Vialanne et à Paris chez Mérigot Jeune.
- La France républicaine, poème en 10 chants, in-8°.
- La Révolution, ou les ordres réunis, 1789,
- Tableaux historiques de la Révolution française, 1791-1804, 4 volumes in-folio, avec gravures.
- Histoire secrète de la Révolution française, 1796-1801, 7 in-8°.  : t.1, t.2, t.3, t.4, t.5, t.6, t.7